# Yitzhak Wasserlauf
Yitzhak Wasserlauf (hébreu : יצחק שמעון וסרלאוף), né le 14 août 1992 à Jérusalem, est un homme politique israélien, député à la Knesset et membre d'Otzma Yehudit.
Étudiant et activiste religieux, il s'implique dans des yechivot puis milite pour l'expulsion de l'immigration africaine de Tel-Aviv et l'augmentation de l'influence des religieux dans certains quartiers de Tel-Aviv. À partir des élections d'avril 2019, il rejoint Otzma Yehudit. Il est élu à la Knesset en novembre 2022 et devient Ministre du Néguev, de Galilée et de la Résilience nationale dans le sixième gouvernement de Benyamin Netanyahou.

## Biographie

### Jeunesse religieuse et politique à Jérusalem
Yitzhak Wasserlauf est né le 14 août 1992 à Jérusalem. Son père Lishachar, est un rabbin et éducateur, directeur de la yeshiva du lycée « Ehavat Chaim » de la colonie de Kochav HaShahar (he). Il étudie à la yechiva de lycée Nativ Meir (he) à Jérusalem. 
Il est également conseiller et coordinateur du mouvement sioniste et religieux Bnei-Akiva dans la vieille ville. À l'âge de 17 ans, il rejoint le mouvement de jeunesse de la coalition de l'Union nationale, dont il devient le codirecteur.

### Etudiant à Ma'alot et Tel Aviv, militant des noyaux de Torah
Il étudie ensuite à la yechiva Hesder à Ma'alot-Tarshiha. En mars 2012, il s'enrôle dans la Brigade Golani de Tsahal s'est enrôlé et sert comme soldat dans le 12ème Bataillon. 
Après la fin de son service militaire, il continue ses études à la Yeshiva Hesder à Beït Shéan. En 2014, il commence à étudier en kollel à la yeshiva « Orot Aviv » dans le quartier de Shapira à Tel-Aviv, dirigé par le rabbin Achaied Ettinger. 
En 2018, après la fermeture du kollel, Wasserlauf déménage et étudie à la haute yeshiva « Oz Va Amona » dans le sud de Tel-Aviv, qu'il a fondé avec le rabbin Ettinger, qui est ensuite assassiné près d'Ariel. Après l'assassinat, il fonde l'association « Achied », qui milite pour l'augmenter l'influence des religieux dans les quartiers de Neve Sha'anan (en) et Florentin (en), avec des groupes de Garin Torani (en), mais également pour provoquer un changement social local et donner des ressources à ces groupes religieux.
Yitzhak Wasserlauf est un militant pour l'expulsion de l'immigration africaine de Tel-Aviv.

### Parcours politique
À l'occasion des élections législatives d'avril 2019, il rejoint officiellement le parti Otzma Yehudit, il est classé 39ème sur la liste du parti, en position non-éligible. Aux élections de septembre 2019, il est placé à la troisième place, mais le parti n'obtient aucun élu.

#### Député à la Knesset
Lors des élections législatives du 1er novembre 2022, il est investi à la cinquième place sur la liste de la coalition du Parti sioniste religieux. À l'issue de l'élection, il est élu à la Knesset et prête serment le 15 novembre 2022. Il est le plus jeune député de la  25e législature.

#### Ministre du Néguev, de Galilée et de la Résilience nationale
Le 29 décembre 2022, Wasserlauf est nommé ministre du Néguev, de Galilée et de la Résilience nationale dans le sixième gouvernement de Benyamin Netanyahou. Au moment de sa nomination, il est également le ministre le plus jeune du gouvernement.

## Vie privée
Yitzhak Wasserlauf est marié à Moriah, une avocate à la Division du conseil et de la législation du ministère de la Justice israélien, le couple a trois enfants. Depuis juillet 2023, la famille vit dans le nord de Tel-Aviv.